# Morton (Texas)
Morton è un comune (city) degli Stati Uniti d'America e capoluogo della contea di Cochran nello Stato del Texas. La popolazione era di 2.006 abitanti al censimento del 2010.

## Geografia fisica
Secondo lo United States Census Bureau, la città ha una superficie totale di 3,9 km², dei quali 3,9 km² di territorio e 0 km² di acque interne (0% del totale).

## Società

### Evoluzione demografica
Secondo il censimento del 2010, la popolazione era di 2.006 abitanti.

### Etnie e minoranze straniere
Secondo il censimento del 2010, la composizione etnica della città era formata dal 70,34% di bianchi, il 4,64% di afroamericani, l'1,2% di nativi americani, lo 0,25% di asiatici, lo 0,15% di oceanici, il 21,24% di altre razze, e il 2,19% di due o più etnie. Ispanici o latinos di qualunque razza erano il 61,07% della popolazione.